# Antodice chiapasensis
Antodice chiapasensis är en skalbaggsart som beskrevs av Mccarty 2006. Antodice chiapasensis ingår i släktet Antodice och familjen långhorningar. Inga underarter finns listade i Catalogue of Life.